# 太杜后稷庙
太杜后稷庙，位于山西省运城市稷山县稷峰镇太杜村中央广场西南角，仅存牌坊和大殿。
牌坊建于清咸丰三年（1853年），面阔三间，庑殿顶，檐下斗拱精美炫目，匾额“代天行化”，楹联“品物咸亨生成德满三千界，烝民乃粒稼穑功开亿万年”、“赤脸修髯高紫封，忠肝义胆普忈心”、“厚德无疆蠕动天乔归化育，艰食播奏禾麻菽麦仰经纶”、“平生志节吞吴魏，亘古威灵镇鬼神”。
大殿面阔五间，进深四椽，悬山顶。
2021年8月4日，太杜后稷庙公布为第六批山西省文物保护单位。